# Olaus Luth
Olaus Jonae Luth (Olof Luth), död 1580 i Uppsala, var professor i teologi vid Uppsala universitet.

## Biografi
Olaus Jonae Luth var troligen son till bonden Jon Luth i byn Yg, Färila socken. Han inskrevs 1562 vid Rostocks universitet under namnet Olaus Jonae Helsingus. Från 1565 studerade han vid Greifswalds universitet, och erhöll 1569 spannmål från Färila och Ljusdals socknar för sitt underhåll. Från 1570 studerade han vid Wittenbergs universitet, där han blev magister 1571. 1571 eller 1572 blev han professor i teologi vid Uppsala universitet.
Han undervisade även i elementär astronomi vid universitetet, och hans samlade föreläsningar kom att fungera som den äldsta kända läroboken på svenska i ämnet.
Olaus Luth var motståndare till Johan III:s kyrkliga reformplaner, och avsattes under en tid för sitt motstånd. En son till honom, Johan Luth, gav namn till stadsdelen Luthagen i Uppsala. Luth var gift med Kristina Larsdotter, dotter till den förste protestantiske ärkebiskopen i Sverige, Laurentius Petri.